# تشارلي براون (لاعب كرة قدم أمريكية أمريكي)
تشارلي براون (بالإنجليزية: Charlie Brown)‏ هو لاعب كرة قدم أمريكية أمريكي، ولد في 29 أكتوبر 1958 في تشارلستون في الولايات المتحدة.

## وصلات خارجية
- تشارلي براون على موقع مرجع كرة القدم المحترفة.كوم (الإنجليزية)